# Prados Redondos
Prados Redondos ist ein Ort und eine Gemeinde (municipio) mit 46 Einwohnern (Stand: 2024) im Nordosten der Provinz Guadalajara in der Autonomen Gemeinschaft Kastilien-La Mancha in Zentralspanien. Neben dem namensgebenden Hauptort Prados Redondos besteht die Gemeinde aus den Weilern Aldehuela, Chera und Pradilla.

## Lage
Prados Redondos liegt im Iberischen Gebirge im Osten der Provinz Guadalajara in einer Höhe von 1160 m. Die Entfernung zur westsüdwestlich gelegenen Provinzhauptstadt Guadalajara beträgt ca. 100 Kilometer (Fahrtstrecke).

## Bevölkerungsentwicklung
| Jahr      | 1960 | 1970 | 1981 | 1991 | 2001 | 2011 | 2021 |
| Einwohner | 745  | 403  | 185  | 100  | 91   | 96   | 59   |

## Sehenswürdigkeiten

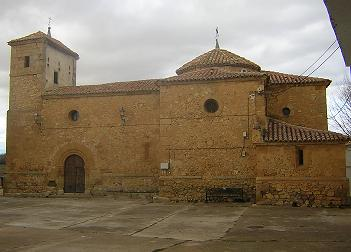
Kirche Mariä Himmelfahrt in Prados Redondos
- Kirche Mariä Himmelfahrt in Chera

- Kirche Mariä Himmelfahrt in Chera